# José Perelló Torrens

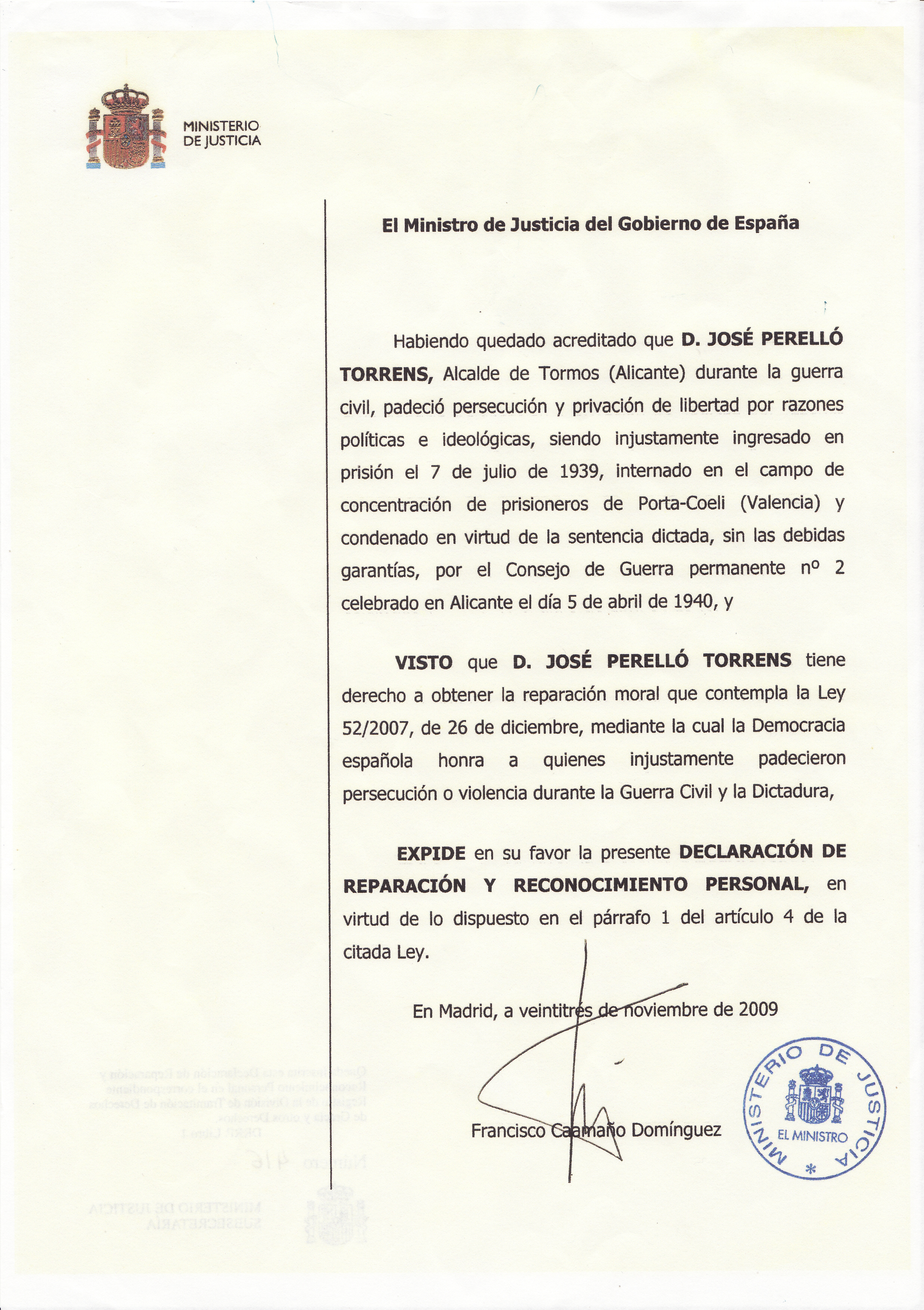
Reparación moral José Perelló Torrens.

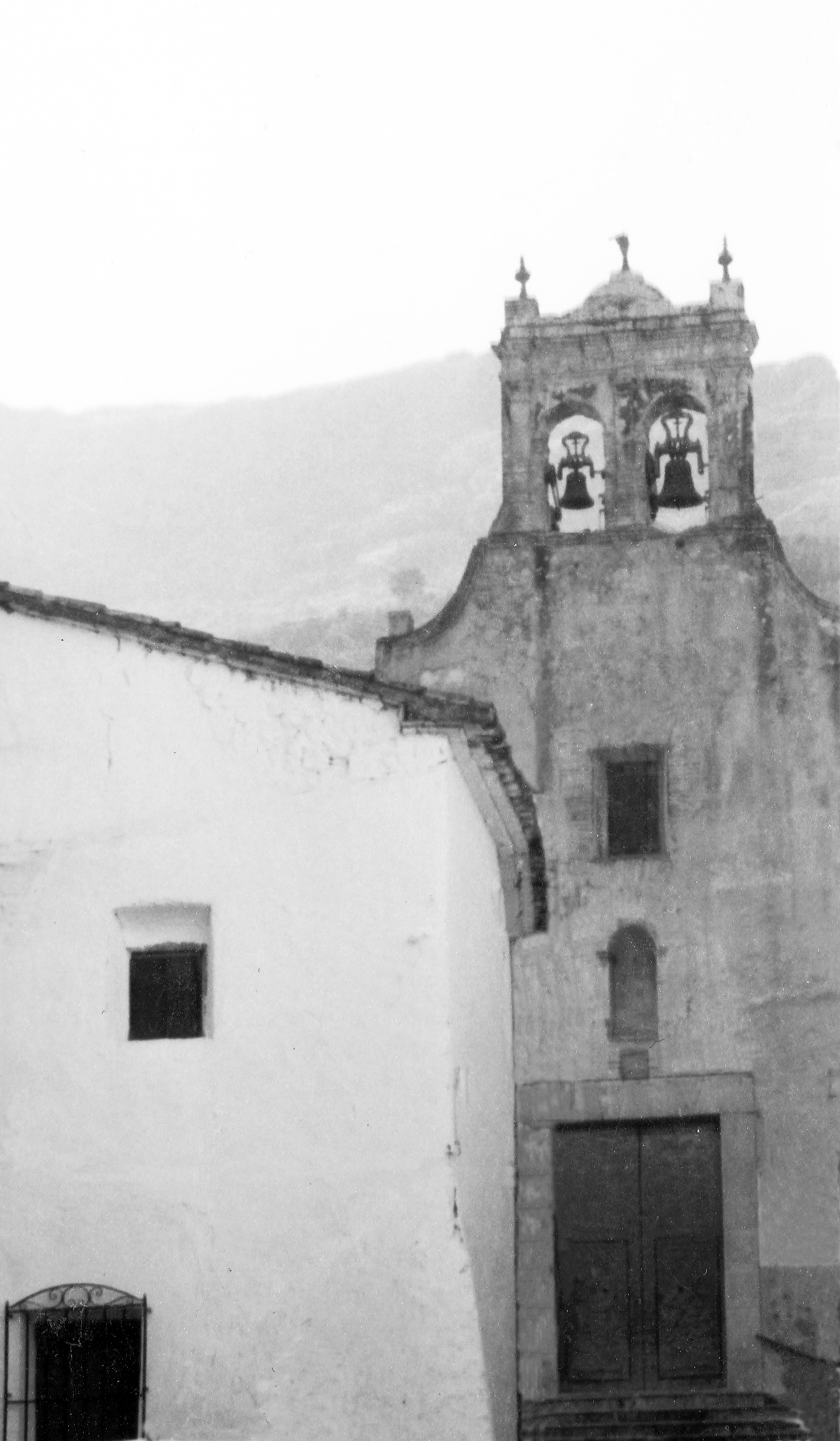
Vista de la iglesia de Tormos

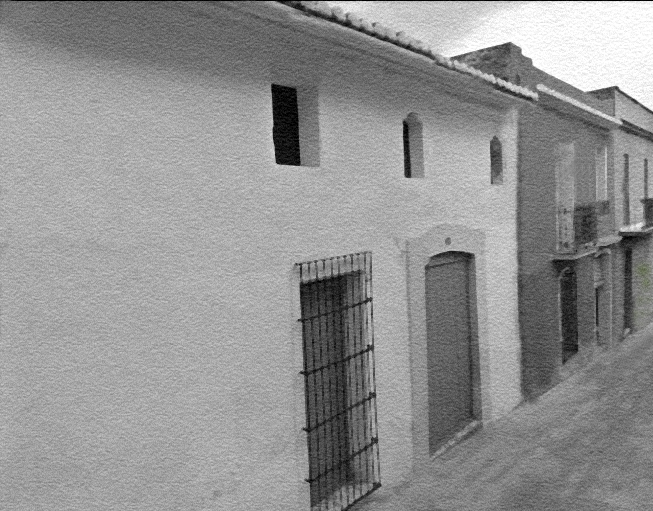
Casa de José Perelló Torrens en Tormos, en la calle Mayor

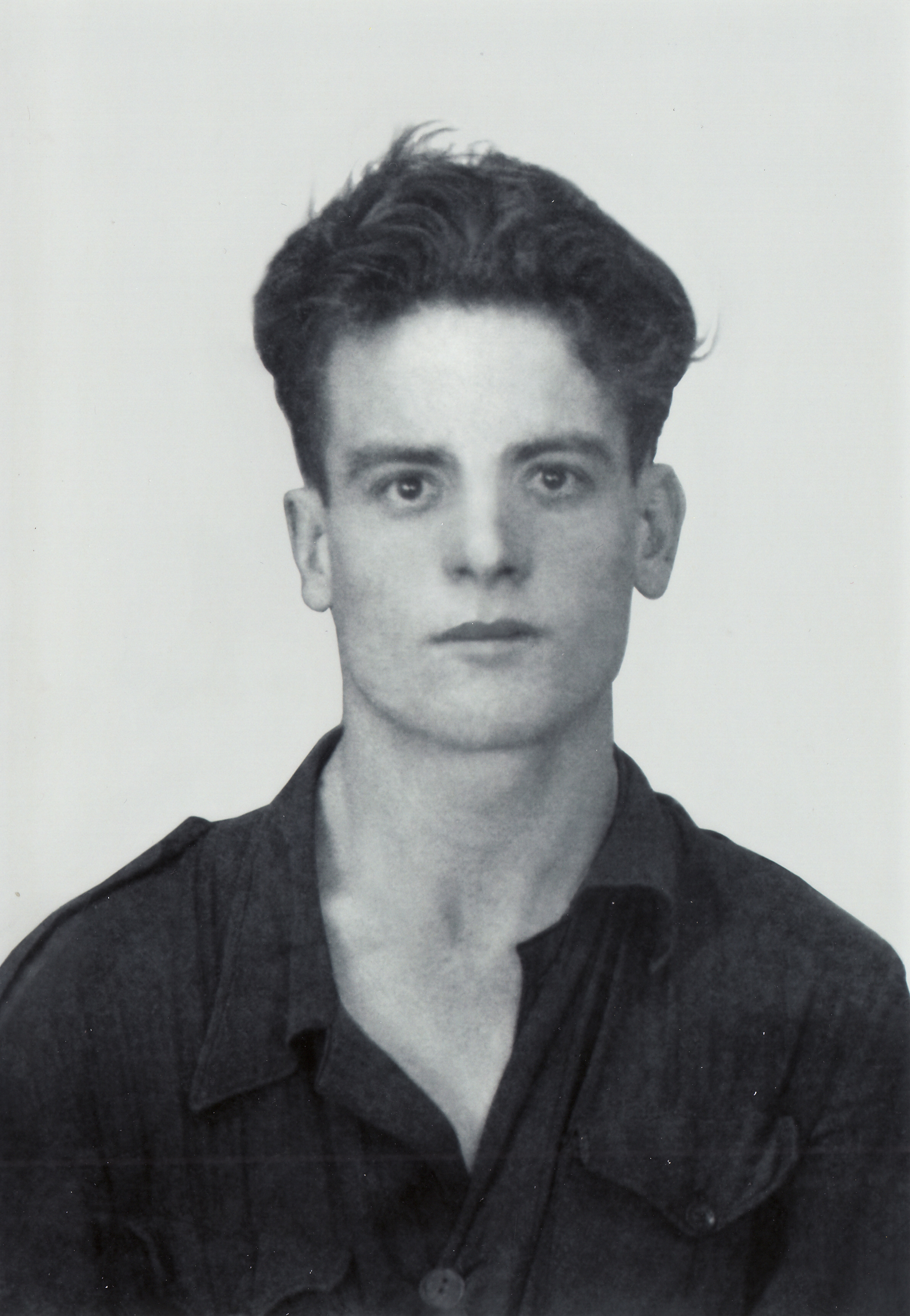
José Perelló Ballester, miliciano del batallón Alicante Rojo y teniente del Ejército Popular Republicano, hijo del alcalde de Tormos José Perelló Torrens

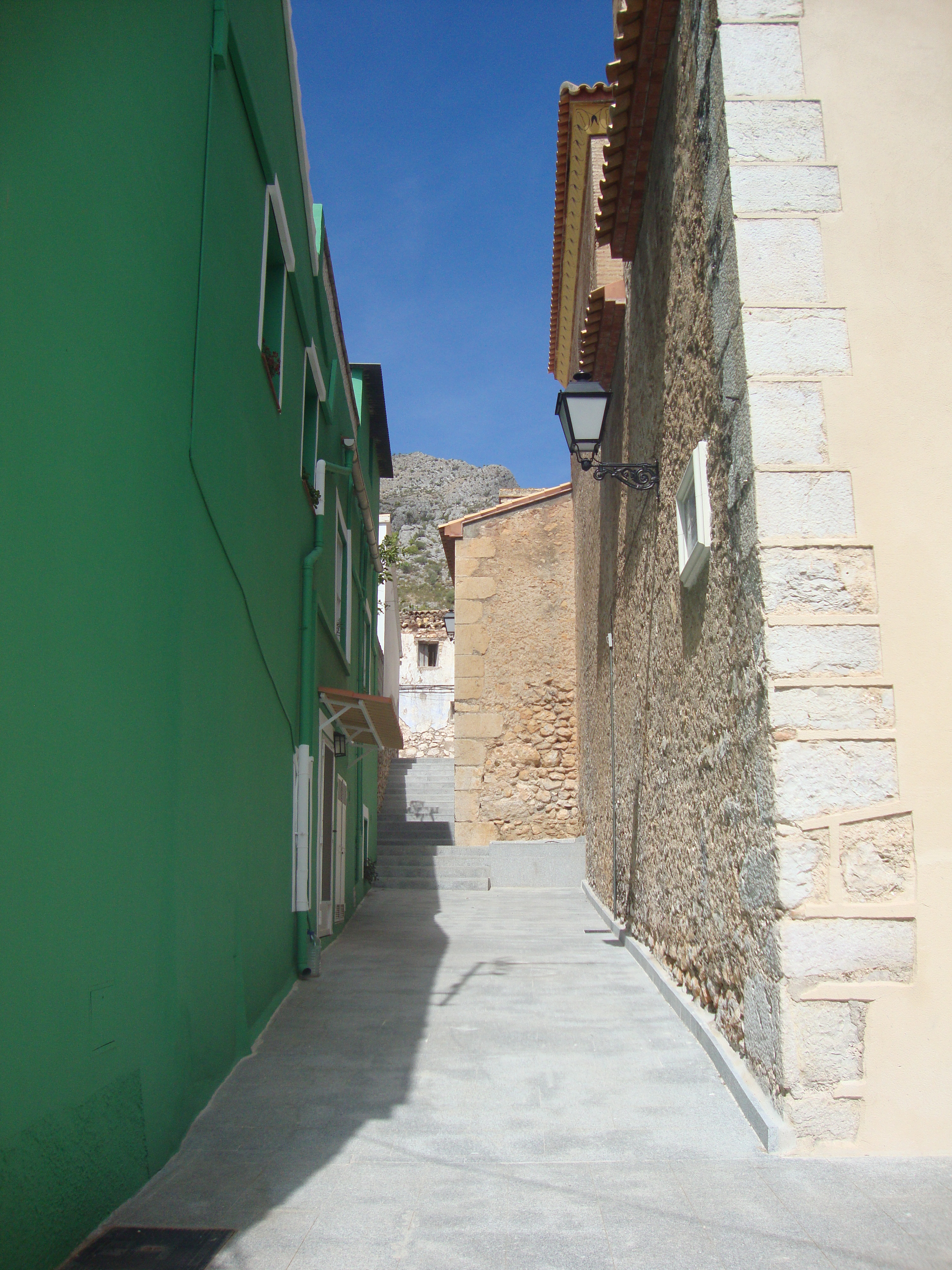
Vista de la calle de Tormos, Alcalde-President José Perelló Torrens

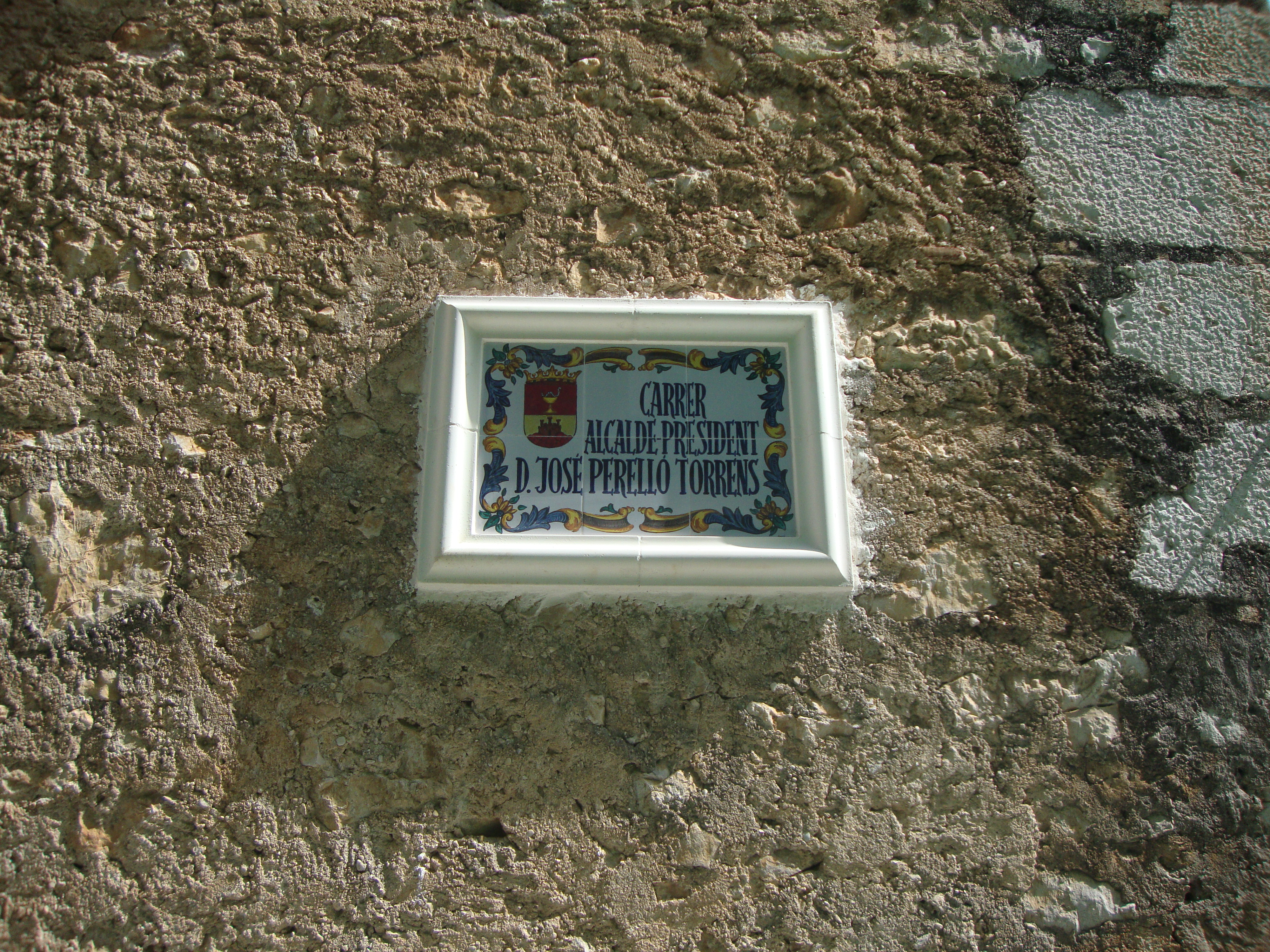
Detalle de la placa de la calle de Tormos dedicada al alcalde José Perelló Torrens

José Perelló Torrens (Tormos, Alicante, 1885 - id., 1955) fue un político español, republicano de izquierdas, alcalde de Tormos durante los años de la Segunda República. A partir de su actuación durante la guerra civil española, su figura se puede situar en la órbita de la llamada tercera España.

## Biografía
Nacido en 1885 del matrimonio formado por José Andrés Perelló Bañuls (1858-1942) y Patrocinio Torrens Lull (1864-1924), José Perelló Torrens, cuyo nombre de pila era José Andrés, tenía dos hermanos, Bartolomé (1887-¿?) y Patrocinio (1898-1969). Casado en 1912 con Francisca Ballester Torrens (1886-1949) tuvo tres hijos: José, Bartolomé y Francisca. Labrador de oficio, debido a sus escasos recursos económicos tuvo que emigrar a Estados Unidos en 1917 donde trabajó en la construcción de carreteras y residió intermitentemente entre 1917 y 1925.
Pocos años después de su regreso de la emigración se convierte en el primer alcalde democrático de Tormos (Alicante) del siglo XX antes de la recuperación de la democracia en 1978. Lo fue en representación de los partidos fundados por Manuel Azaña, Acción Republicana (AR) e Izquierda Republicana (IR) desde abril de 1931 hasta abril de 1939, es decir, desde la proclamación de la Segunda República Española hasta la finalización de la guerra civil española. Durante estos ocho años de gobierno municipal impulsó medidas para la mejora del bienestar de la gente de Tormos como la construcción en 1932-1933 de la escuela primaria municipal (aún en uso) y casa del maestro (hoy reconvertida en farmacia); la perforación de un pozo y la conducción de agua desde la fuente de La Bolata hasta el pueblo para su abastecimiento; y la mejora de la red de caminos vecinales.
Durante los difíciles tiempos de la Guerra Civil tuvo una actuación ejemplar, honrosa y humanitaria, y no permitió ninguna muerte violenta en el término municipal de Tormos como así se recoge en la "Causa General" o investigación judicial franquista realizada entre 1940-1969 sobre los crímenes cometidos en la "zona roja" durante la guerra. De esta manera José Perelló Torrens no permitió que los delincuentes infiltrados en los comités revolucionarios ("Pepas") de Denia y Vergel, pertenecientes a la Confederación Nacional del Trabajo (CNT) y la Federación Anarquista Ibérica (FAI), asesinaran a la gente de derechas de Tormos ni a los curas y monjas allí refugiados.
El alcalde ofreció protección durante toda la Guerra Civil en Tormos a miembros de la comunidad de las hermanas Carmelitas de Denia que al iniciarse el conflicto habían huido de su convento ante la violencia anticlerical. También dio refugio en Tormos a dos padres escolapios, naturales de Tormos, y a un propietario y exalcalde del municipio de Benimeli a quien albergó en su propia casa y a los que con la ayuda de su hijo mayor José Perelló Ballester, protegió, igual que a las monjas, frente a quienes querían acabar con sus vidas y las de otros notables del municipio. José Perelló Torrens tampoco delató a aquellos tormenses que se habían escondido para no ir al frente, entre ellos el futuro alcalde franquista, ante el capitán de Recuperación del Servicio de Información Militar (SIM) cuando en la primavera de 1938 visitó Tormos en busca de "emboscados".
Por lo que respecta a los bienes civiles (tierras e inmuebles particulares y archivo municipal) y eclesiásticos (iglesia, patrimonio artístico, archivo parroquial y objetos de culto y liturgia) su integridad fue preservada por el alcalde. Así ni permitió la colectivización de las tierras del término municipal ni consintió que los delincuentes de la CNT-FAI quemaran la iglesia del pueblo, la única del valle de la Rectoría que conserva un retablo del siglo XVIII. Los objetos litúrgicos y las imágenes más valiosas fueron escondidas, con la ayuda del alcalde republicano, por un sacerdote escolapio refugiado en Tormos en varias casas del pueblo. Pero su actuación intachable al frente de la alcaldía no le sirvió para evitar la represión franquista de posguerra.
Terminada la guerra, el 29 de junio de 1939, miembros de Falange Española Tradicionalista y de las JONS de Tormos denunciaron, a través del Delegado Local de Investigación de Falange, a José Perelló Torrens quien fue detenido en su domicilio por la Guardia Civil del puesto de Orba el 7 de julio de 1939. En esa misma fecha fue conducido a una prisión provisional instalada en los antiguos almacenes de pasa "Morand" en Denia, reconvertidos en escuela primaria durante la II República y situados en la actual calle del Mar. Allí permaneció recluido hasta noviembre de 1939 cuando fue trasladado al campo de concentración habilitado en los terrenos del sanatorio antituberculoso de la Cartuja de Porta Coeli, en Valencia. Posteriormente, el 5 de abril de 1940, fue juzgado ante el Consejo de Guerra n.º 2 de Alicante en juicio sumario (procedimiento sumarísimo de urgencia número 5020)  siendo condenado a una pena de seis meses y un día de prisión menor por un delito de Auxilio a la Rebelión.
El religioso escolapio e hijo del pueblo de Tormos, Luis Ripoll, cuya integridad física había garantizado Perelló durante la guerra, fue quien, junto con las monjas carmelitas de Denia, intermedió de manera más decidida en la liberación del alcalde del campo de concentración. En una de sus varias declaraciones, recogidas en el sumario del proceso judicial contra José Perelló Torrens, el religioso califica el proceder del alcalde durante la Guerra Civil como el de “un buen cristiano y perfecto caballero”.
En noviembre de 2009 su bisnieto, el historiador Joaquín Riera Ginestar, obtuvo, en el marco de la Ley de Memoria Histórica de España (2007), una declaración de reparación moral y reconocimiento personal por parte del Ministerio de Justicia, otorgada a aquellos que injustamente padecieron persecución o violencia durante la Guerra Civil y la Dictadura franquista. Han recibido también este mismo reconocimiento, entre otros, personalidades como Miguel Hernández. Por otra parte, el 23 de noviembre de 2011 el pleno del Ayuntamiento de Tormos, a petición del bisnieto del homenajeado, aprobó por unanimidad la denominación calle Alcalde José Perelló Torrens de una vía pública de nueva creación, decisión fundamentada, entre otros motivos, “fue Alcalde de Tormos entre 1931 y 1939 y que durante el desempeño de su cargo en el tiempo de la Guerra Civil Española (1936-1939) evitó que en el pueblo de Tormos, a diferencia de lo que ocurrió en otros municipios (Orba, Sagra, Benimeli o Sanet), hubiera derramamiento de sangre, destrucción de bienes religiosos y confiscación de tierras”.